# Rheomys underwoodi
Rheomys underwoodi es una especie de roedor de la familia Cricetidae.

## Distribución geográfica
Se encuentra en Costa Rica y Panamá.